# Николс, Майк
Майк Ни́колс (англ. Mike Nichols, при рождении Михаи́л И́горь Пешко́вский (англ. Mikhail Igor Peschkowsky); 6 ноября 1931, Берлин — 19 ноября 2014, Нью-Йорк, Нью-Йорк) — американский режиссёр, продюсер, писатель, комик и актёр. Лауреат премий «Оскар», «Золотой глобус», «Эмми», BAFTA, «Грэмми» и «Тони».

## Ранние годы
Родился в ассимилированной еврейской семье. Его мать, Бригитта Клаудия Ландауэр (1906—1985), была дочерью философа-анархиста Густава Ландауэра и его второй жены, поэтессы и переводчицы Хедвиг Лахман (1865—1918), приходилась дальней родственницей Альберту Эйнштейну. Отец, врач Павел Носонович (Николаевич) Пешковский (нем. Paul Peschkowsky, 1900—1944), родился в Вене в семье врача-венеролога, выпускника Томского университета Носона Яковлевича Пешковского (1870—?) и Анны Григорьевны Дистлер (из состоятельнейшего томского семейства Дистлеров, владевших в Сибири золотыми приисками). Вскоре семья вернулась в Россию, и он вырос в Иркутске. Дядя по отцовской линии, врач-пульмонолог и фтизиатр Товий Николаевич Пешковский (1902 — после 1971), родился уже в Иркутске, впоследствии работал врачом Еврейской больницы Харбина, был арестован после возвращения в СССР (1948), отбывал срок в Озерлаге, после освобождения в 1957 году работал врачом поликлиники Литфонда в Переделкино, в 1971 году уехал в Израиль.
В 1939 году Майк с матерью и братом Робертом эмигрировал из нацистской Германии в США (его отец прибыл в Нью-Йорк годом ранее — 14 августа 1938 года и вскоре сменил фамилию на Николс). После смерти отца от острого лейкоза семья оказалась на грани нищеты, и, чтобы оплачивать обучение в университете, Николс подрабатывал ночным сторожем, почтовым служащим, водителем грузовика. Учился в Актёрской студии Ли Страсберга (Нью-Йорк), а по возвращении в Чикаго организовал театральную импровизационную труппу.

## Карьера
Творческий путь Майк Николс начал как комик в составе дуэта «Николс и Мэй», образованном с Элейн Мэй. В 1963 году дебютировал на Бродвее как режиссёр. В 1966 году дебютировал в кино, с экранизацией известной драмы «Кто боится Вирджинии Вульф?». Главные роли в фильме исполнили Элизабет Тейлор и Ричард Бартон. Следующая картина Николса — «Выпускник» — вышла в 1967 году (в главной роли Дастин Хоффман). За «Выпускника» Николс получил «Оскар» и «Золотой глобус» за режиссуру. Он один из немногих, кто получил премии «Оскар», «Эмми», «Грэмми» и «Тони».

## Семья и личная жизнь
Николс был четырежды женат и трижды разведён. С 1957 по 1960 год он был женат на певице Патрише Скотт, с 1963 по 1974 — на Марго Каллас, от которой у него была дочь Дейзи, и с 1975 по 1986 — на писательнице Аннабель Дэвис-Гофф, от которой у него был сын Макс и дочь Дженни. С 1988 года и до своей смерти он был женат на журналистке Дайан Сойер.
Троюродный брат — геохимик Вадим Вадимович Дистлер.

## Смерть
Николс скончался 19 ноября 2014 года в своей квартире в Манхэттене, Нью-Йорк, в результате сердечного приступа.

## Фильмография

### Кино
| Год  | Русское название           | Оригинальное название           | Сфера деятельности | Сфера деятельности | Сфера деятельности | Сфера деятельности | Сфера деятельности | Примечания             |
| Год  | Русское название           | Оригинальное название           | Режиссёр           | Продюсер           | Сценарист          | Актёр              | Роль               | Примечания             |
| ---- | -------------------------- | ------------------------------- | ------------------ | ------------------ | ------------------ | ------------------ | ------------------ | ---------------------- |
| 1966 | Кто боится Вирджинии Вулф? | Who's Afraid of Virginia Woolf? | Да                 |                    |                    |                    |                    |                        |
| 1967 |                            | Bach to Bach                    |                    |                    | Да                 | Да                 | мужчина            | Короткометражный фильм |
| 1967 | Выпускник                  | The Graduate                    | Да                 |                    |                    |                    |                    |                        |
| 1968 | Научи меня!                | Teach Me!                       | Да                 | Да                 |                    |                    |                    | Короткометражный фильм |
| 1970 | Уловка-22                  | Catch-22                        | Да                 |                    |                    |                    |                    |                        |
| 1971 | Познание плоти             | Carnal Knowledge                | Да                 | Да                 |                    |                    |                    |                        |
| 1973 | День дельфина              | The Day of the Dolphin          | Да                 |                    |                    |                    |                    |                        |
| 1975 | Судьба                     | The Fortune                     | Да                 | Да                 |                    |                    |                    |                        |
| 1980 | Гильда в прямом эфире      | Gilda Live                      | Да                 |                    |                    |                    |                    |                        |
| 1983 | Силквуд                    | Silkwood                        | Да                 | Да                 |                    |                    |                    |                        |
| 1986 | Ревность                   | Heartburn                       | Да                 | Да                 |                    |                    |                    |                        |
| 1986 | Рискованная ставка         | The Longshot                    |                    | Исп.               |                    |                    |                    |                        |
| 1988 | Билокси Блюз               | Biloxi Blues                    | Да                 |                    |                    |                    |                    |                        |
| 1988 | Деловая девушка            | Working Girl                    | Да                 |                    |                    |                    |                    |                        |
| 1990 | Открытки с края бездны     | Postcards from the Edge         | Да                 | Да                 |                    |                    |                    |                        |
| 1991 | Что касается Генри         | Regarding Henry                 | Да                 | Да                 |                    |                    |                    |                        |
| 1993 | Остаток дня                | The Remains of the Day          |                    | Да                 |                    |                    |                    |                        |
| 1994 | Волк                       | Wolf                            | Да                 |                    |                    |                    |                    |                        |
| 1996 | Клетка для пташек          | The Birdcage                    | Да                 | Да                 |                    |                    |                    |                        |
| 1997 |                            | The Designated Mourner          |                    |                    |                    | Да                 | Джек               |                        |
| 1998 | Основные цвета             | Primary Colors                  | Да                 | Да                 |                    |                    |                    |                        |
| 2000 | С какой ты планеты?        | What Planet Are You From?       | Да                 | Да                 |                    |                    |                    |                        |
| 2004 | Близость                   | Closer                          | Да                 | Да                 |                    |                    |                    |                        |
| 2007 | Война Чарли Уилсона        | Charlie Wilson's War            | Да                 |                    |                    |                    |                    |                        |
| 2011 | Дети сексу не помеха       | Friends with Kids               |                    | Исп.               |                    |                    |                    |                        |

### Телевидение
| Год  | Русское название             | Оригинальное название            | Сфера деятельности | Сфера деятельности | Сфера деятельности | Сфера деятельности | Сфера деятельности | Примечания                    |
| Год  | Русское название             | Оригинальное название            | Режиссёр           | Продюсер           | Сценарист          | Актёр              | Роль               | Примечания                    |
| ---- | ---------------------------- | -------------------------------- | ------------------ | ------------------ | ------------------ | ------------------ | ------------------ | ----------------------------- |
| 1958 | Омнибус                      | Omnibus                          |                    |                    |                    | Да                 | исполнитель        | Эпизод: «The Suburban Review» |
| 1958 | Шоу месяца Дюпона            | The DuPont Show of the Month     |                    |                    |                    | Да                 | Род Картер         | Эпизод: «The Red Mill»        |
| 1960 | Театр 90                     | Playhouse 90                     |                    |                    |                    | Да                 | Артур Миллман      | Эпизод: «Journey to the Day»  |
| 1962 | Джули и Кэрол в Карнеги-холл | Julie and Carol at Carnegie Hall |                    |                    | Да                 |                    |                    |                               |
| 2001 | Эпилог                       | Wit                              | Да                 | Исп.               | Да                 |                    |                    | Телевизионный фильм           |
| 2003 | Ангелы в Америке             | Angels in America                | Да                 | Исп.               |                    |                    |                    |                               |

## Дискография
- Improvisations to Music (1958)
- An Evening with Mike Nichols and Elaine May (1960)
- Mike Nichols & Elaine May Examine Doctors (1961)
- In Retrospect (1962)